# Djalal Garyagdi
Djalal Garyagdi (en azéri : Cəlal Məhərrəm oğlu Qaryağdı, né le 15 juillet 1915 à Choucha et mort le 1er janvier 2001 à Bakou) est un sculpteur azerbaïdjanais, Peintre du Peuple d’Azerbaïdjan.

## Biographie
Djalal Garyagdi est un représentant de la célèbre famille Garyagdy à Choucha.
Son rôle est inestimable dans la formation et le développement de l'école azerbaïdjanaise de sculpture. Il reçoit une formation spécialisée au Collège d'art d'Azerbaïdjan (1928-32), puis à l'Académie des arts de Tbilissi (1932-1935), mais doit interrompre ses études en raison de difficultés financières.

## Carrière
De retour à Bakou, Djalal Garyagdy commence à travailler de manière indépendante. Dès le début de sa carrière il participe avec succès à des expositions et des concours. Pendant la Grande Guerre patriotique, il travaille comme peintre dans la rédaction d'un journal à grand tirage d'une division. Ses croquis et caricatures paraissent régulièrement dans ses pages. La première œuvre significative réalisée par le sculpteur après la guerre est le relief Farhad brisant la falaise. Le sculpteur reçoit le titre honorifique d'Artiste émérite d'Azerbaïdjan en 1954 et d'Artiste du peuple en 1960.

## Travaux
En 1940 il crée un monument au poète Vagif pour la façade du musée Nizami.
Les portraits de Bulbul, Rachid Behboudov, Djahangir Djahanguirov, Khurchidbanu Natavan, Mirza Alakbar Sabir et Niyazi sont considérés comme les meilleures créations du sculpteur. Le portrait sculptural de Gara Garayev est l'une des meilleures portrait du maître.
Ses créations, tels que le monument au poète Samed Vurghun à Gazakh, le monument à Yusif Mammadaliyev à Ordubad, sont installées dans diverses régions du pays.
Il consacre un monument à Nariman Narimanov, érigé à Bakou en 1972; un mémorial aux soldats de la Guerre Patriotique, dans la ville de Barda, en 1979; un monument au général Hazi Aslanov, érigé en 1984 à Lankaran, ville natale du Héros de l'Union Soviétique.